# سبک رینپا

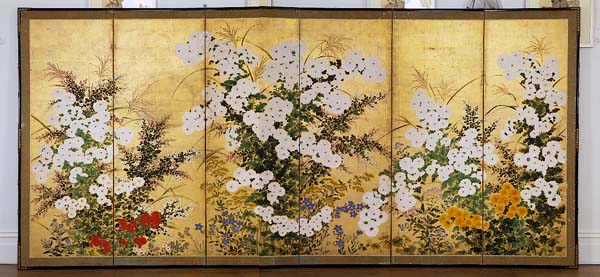
چشم‌انداز بهار، نقاش ناشناخته به سبک رینپا، قرن هجدهم، جوهر طلا، شش پرده بر روی کاغذ

سبک رینپا (به ژاپنی: 琳派, Rinpa) یکی از سبک‌های مهم در نقاشی ژاپنی است. این سبک در قرن هفدهم در کیوتو توسط هون آمی کوئتسو (۱۵۵۸–۱۶۳۷) و تاوارایا سوتاتسو (درگذشته ۱۶۴۳) ایجاد شد. تقریباً پنجاه سال بعد، این سبک توسط دو برادر، اوگاتا کورین (۱۶۵۸–۱۷۱۶) و اوگاتا کنزان (۱۶۶۳–۱۷۴۳) تلفیق شد.